# Ruth Soufflet
Pour les articles homonymes, voir Soufflet.
Ruth Soufflet, née le 19 juin 1988 à Saint-Étienne,, est une karatéka française.
Aux Championnats du monde de karaté, elle obtient une médaille de bronze en kumite par équipe en 2008 et une médaille d'or en 2010.
Aux Championnats d'Europe de karaté, elle remporte une médaille d'argent en kumite par équipe en 2011.
Elle est faite Chevalier de l'Ordre national du Mérite le 14 novembre 2011.